# Dropper
Un dropper è un programma creato per installare un malware, un virus, o aprire una backdoor su un sistema. Il codice del malware può essere contenuto dentro il dropper (singola fase) in modo tale da evitarne il rilevamento da parte degli antivirus, oppure il dropper, una volta attivo, può scaricare il malware nel sistema target (doppia fase).
Esistono due tipi principali di dropper. Alcuni non richiedono l'interazione utente, e sfruttano un exploit, un codice che si serve di una vulnerabilità del sistema. Altri richiedono l'interazione utente convincendo la vittima che si tratta di un programma benevolo.
Un dropper che installa un malware solo nella memoria è talvolta chiamato injector.